# Mesochorus amabilis
Mesochorus amabilis är en stekelart som beskrevs av Dasch 1974. Mesochorus amabilis ingår i släktet Mesochorus och familjen brokparasitsteklar. Inga underarter finns listade i Catalogue of Life.